# Puchar Świata w saneczkarstwie (tory naturalne) 2011/2012
Puchar Świata w saneczkarstwie 2011/2012 na torach naturalnych to 20. edycja zawodów w saneczkarstwie. Zawodnicy podczas tego sezonu wystąpili w sześciu zawodach tego cyklu rozgrywek. Rywalizacja rozpoczęła się w Latzfons 6 stycznia 2012, a zakończyła w Umhausen 4 marca 2012 roku.
Oprócz rywalizacji pucharowej w sezonie 2011/12 odbyły się dwie ważne imprezy: mistrzostwa Europy w rosyjskim Nowouralsku (17-19 lutego 2012) oraz mistrzostwa świata juniorów we włoskim Laces (3-5 lutego 2012).

## Kalendarz zawodów Pucharu Świata
| Lp.                                    | Data                                   | Miejscowość  | Konkurencja       | 1 miejsce                                                                            | 2 miejsce                                                             | 3 miejsce                                                                          |
| -------------------------------------- | -------------------------------------- | ------------ | ----------------- | ------------------------------------------------------------------------------------ | --------------------------------------------------------------------- | ---------------------------------------------------------------------------------- |
| 1. PŚ                                  | 16-18 grudnia 2011 6 - 8 stycznia 2012 | Latzfons     | Jedynki kobiet    | Jekatierina Ławrientjewa                                                             | Renate Gietl                                                          | Melanie Schwarz                                                                    |
| 1. PŚ                                  | 16-18 grudnia 2011 6 - 8 stycznia 2012 | Latzfons     | Jedynki mężczyzn  | Patrick Pigneter                                                                     | Alex Gruber                                                           | Rudi Resch                                                                         |
| 1. PŚ                                  | 16-18 grudnia 2011 6 - 8 stycznia 2012 | Latzfons     | Dwójki mężczyzn   | Włochy Patrick Pigneter · Florian Clara                                              | Rosja Paweł Porszniew · Iwan Łazariew                                 | Austria Christian Schatz · Gerhard Mühlbacher                                      |
| 2. PŚ                                  | 13-15 stycznia 2012                    | Valdaora     | Jedynki kobiet    | Jekatierina Ławrientjewa                                                             | Renate Gietl                                                          | Evelin Lanthaler                                                                   |
| 2. PŚ                                  | 13-15 stycznia 2012                    | Valdaora     | Jedenki mężczyzn  | Patrick Pigneter                                                                     | Florian Clara                                                         | Stanisław Kowszyk                                                                  |
| 2. PŚ                                  | 13-15 stycznia 2012                    | Valdaora     | Dwójki mężczyzn   | Rosja Paweł Porszniew · Iwan Łazariew                                                | Włochy Patrick Pigneter · Florian Clara                               | Austria Christian Schatz · Gerhard Mühlbacher                                      |
| 2. PŚ                                  | 13-15 stycznia 2012                    | Valdaora     | Konkurs drużynowy | Rosja Jekatierina Ławrientjewa · Stanisław Kowszyk · Paweł Porszniew - Iwan Łazariew | Włochy Renate Gietl · Hannes Clara · Patrick Pigneter - Florian Clara | Austria Tina Unterberger · Michael Scheikl · Christian Schatz – Gerhard Mühlbacher |
| 3. PŚ                                  | 20-22 stycznia 2012                    | Železniki    | Jedynki kobiet    | Jekatierina Ławrientjewa                                                             | Renate Gietl                                                          | Melanie Batkowski                                                                  |
| 3. PŚ                                  | 20-22 stycznia 2012                    | Železniki    | Jedynki mężczyzn  | Patrick Pigneter                                                                     | Hannes Clara                                                          | Rudi Resch                                                                         |
| 3. PŚ                                  | 20-22 stycznia 2012                    | Železniki    | Dwójki mężczyzn   | Rosja Paweł Porszniew · Iwan Łazariew                                                | Włochy Patrick Pigneter · Florian Clara                               | Austria Christian Schatz · Gerhard Mühlbacher                                      |
| 4. PŚ                                  | 27-29 stycznia 2012                    | Nova Ponente | Jedynki kobiet    | Jekatierina Ławrientjewa                                                             | Renate Gietl                                                          | Evelin Lanthaler                                                                   |
| 4. PŚ                                  | 27-29 stycznia 2012                    | Nova Ponente | Jedynki mężczyzn  | Patrick Pigneter                                                                     | Hannes Clara                                                          | Michael Scheikl                                                                    |
| 4. PŚ                                  | 27-29 stycznia 2012                    | Nova Ponente | Dwójki mężczyzn   | Włochy Patrick Pigneter · Florian Clara                                              | Rosja Paweł Porszniew · Iwan Łazariew                                 | Austria Christian Schatz · Gerhard Mühlbacher                                      |
| 8. Mistrzostwa Świata Juniorów – Laces |                                        |              |                   |                                                                                      |                                                                       |                                                                                    |
| 5. PŚ                                  | 14-16 lutego 2012                      | Nowouralsk   | Jedynki kobiet    | Jekatierina Ławrientjewa                                                             | Melanie Batkowski                                                     | Renate Gietl                                                                       |
| 5. PŚ                                  | 14-16 lutego 2012                      | Nowouralsk   | Jedynki mężczyzn  | Patrick Pigneter                                                                     | Hannes Clara                                                          | Michael Scheikl                                                                    |
| 5. PŚ                                  | 14-16 lutego 2012                      | Nowouralsk   | Dwójki mężczyzn   | Rosja Paweł Porszniew · Iwan Łazariew                                                | Austria Christian Schopf · Andreas Schopf                             | Włochy Patrick Pigneter · Florian Clara                                            |
| 24. Mistrzostwa Europy – Nowouralsk    |                                        |              |                   |                                                                                      |                                                                       |                                                                                    |
| 6. PŚ                                  | 2-4 marca 2012                         | Umhausen     | Jedynki kobiet    | Jekatierina Ławrientjewa                                                             | Melanie Batkowski                                                     | Renate Gietl                                                                       |
| 6. PŚ                                  | 2-4 marca 2012                         | Umhausen     | Jedynki mężczyzn  | Patrick Pigneter                                                                     | Hannes Clara                                                          | Alex Gruber                                                                        |
| 6. PŚ                                  | 2-4 marca 2012                         | Umhausen     | Dwójki mężczyzn   | Rosja Paweł Porszniew · Iwan Łazariew                                                | Włochy Patrick Pigneter · Florian Clara                               | Niemcy Björn Kierspel · Christian Wichan                                           |

## Klasyfikacje

### Klasyfikacja generalna Pucharu Świata (kobiety)
| lp.  | zawodnik                 | kraj    | punkty |
| ---- | ------------------------ | ------- | ------ |
| 1.   | Jekatierina Ławrientjewa | Rosja   | 600    |
| 2.   | Renate Gietl             | Włochy  | 480    |
| 3.   | Melanie Schwarz          | Włochy  | 310    |
| 4.   | Melanie Batkowski        | Austria | 295    |
| 5.   | Tina Unterberger         | Austria | 274    |
| 6.   | Evelyn Lanthaler         | Włochy  | 245    |
| 7.   | Ludmiła Aksienienko      | Rosja   | 241    |
| 8.   | Veronika Nachmann        | Niemcy  | 233    |
| 9.   | Marlies Wagner           | Austria | 230    |
| 10.  | Michaela Maurer          | Niemcy  | 182    |
| .... |                          |         |        |
| 22.  | Wioletta Ryś             | Polska  | 51     |

### Klasyfikacja generalna Pucharu Świata (mężczyźni)
| lp.  | zawodnik            | kraj    | punkty |
| ---- | ------------------- | ------- | ------ |
| 1.   | Patrick Pigneter    | Włochy  | 600    |
| 2.   | Hannes Clara        | Włochy  | 425    |
| 3.   | Alex Gruber         | Włochy  | 363    |
| 4.   | Michael Scheikl     | Austria | 345    |
| 5.   | Rudi Resch          | Włochy  | 242    |
| 6.   | Robert Batkowski    | Austria | 240    |
| 7.   | Stanisław Kowszyk   | Rosja   | 228    |
| 8.   | Gernot Schwab       | Austria | 226    |
| 9.   | Thomas Kammerlander | Austria | 222    |
| 10.  | Jurij Tałych        | Rosja   | 220    |
| .... |                     |         |        |
| 12.  | Adam Jędrzejko      | Polska  | 195    |
| 20.  | Damian Waniczek     | Polska  | 130    |
| 25.  | Andrzej Laszczak    | Polska  | 95     |
| 41.  | Łukasz Goryl        | Polska  | 17     |

### Klasyfikacja generalna Pucharu Świata (dwójki mężczyzn)
| lp. | zawodnik                              | kraj    | punkty |
| --- | ------------------------------------- | ------- | ------ |
| 1.  | Paweł Porszniew – Iwan Łazariew       | Rosja   | 570    |
| 2.  | Patrick Pigneter – Florian Clara      | Włochy  | 525    |
| 3.  | Christian Schatz – Gerhard Mühlbacher | Austria | 386    |
| 4.  | Christian Schopf – Andreas Schopf     | Austria | 348    |
| 5.  | Andrzej Laszczak – Damian Waniczek    | Polska  | 310    |
| 6.  | Björn Kierspel – Christian Wichan     | Niemcy  | 305    |
| 7.  | Hannes Clara – Stefan Gruber          | Włochy  | 259    |
| 8.  | Stanisław Kowszyk – Iwan Rodin        | Rosja   | 233    |
| 9.  | Aleksandr Jegorow – Piotr Popow       | Rosja   | 216    |
| 10. | Thomas Schopf – Andreas Schöpf        | Polska  | 206    |